# Fontaine de Masevaux (place Clemenceau)
Pour les articles homonymes, voir Fontaine de Masevaux.
La fontaine de Masevaux est un monument historique situé à Masevaux, dans le département français du Haut-Rhin.

## Localisation
Cette construction est située place Clemenceau à Masevaux.

## Historique
L'édifice fait l'objet d'une inscription au titre des monuments historiques depuis 1937.